# Národní park Aškelon
Národní park Aškelon (hebrejsky: גן לאומי אשקלון, Gan le'umi Aškelon) je národní park v Izraeli, v Jižním distriktu.

## Geografie
Leží v nadmořské výšce okolo 20 metrů v pobřežní nížině na písečných pahorcích lemujících břeh Středozemního moře. Park se nachází na západním okraji města Aškelon, cca 4 kilometry severovýchodně od elektrárny Rutenberg.

## Popis parku
Národní park slouží pro rekreační účely (pobřeží je využíváno pro koupání). Nachází se tu také archeologická lokalita osídlení z dob Fátimovského chalífátu, které navazuje na starší sídelní vrstvy. Na severovýchodě parku byla odkryta nejstarší brána zaklenutá obloukem na světě, datovaná zhruba do roku 1800 př. n. l. Byly tu nalezeny zbytky sloupů, soch, je tu cca 60 studní.